# Wapen van Kapelle (gemeente)
Het wapen van Kapelle is op 8 mei 1970 naar aanleiding van een gemeentelijke herindeling  per koninklijk besluit aan de gemeente Kapelle toegekend. Het is het derde wapen dat aan de gemeente is toegekend.

## Geschiedenis
Op 15 juli 1818 werd aan de nieuw gevormde gemeente Kapelle het eerste wapen toegekend. In het eerste en vierde kwartier staat de kerk afgebeeld. Dit is een sprekend wapen dat de plaats Kapelle symboliseert. De herkomst van het getal 14 onder de kerk is onbekend. In het tweede en derde kwartier staan keper met drie sterren. Dit is het oude wapen van de heerlijkheid Biezelinge, dat zelf nooit een eigen gemeente is geweest. De aanvraag van het wapen was drie jaar eerder gedaan, maar door fouten bij de Hoge Raad van Adel waren de wijzigingen op het aangevraagde wapen niet aan de gemeente gestuurd. Pas na uitgebreide correspondentie werd het juiste wapen toegekend.
Op 25 januari 1950 werd het tweede wapen toegekend, waarin ook de wapens van de opgeheven gemeenten Schore en Eversdijk waren opgenomen. Deze plaatsen waren in 1941 resp. 1816 aan de gemeente toegevoegd. Het wapen kreeg een kroon met drie fleurons.
In 1970 werden ook Wemeldinge en een deel van Kloetinge aan Kapelle toegevoegd. Het wapen van Wemeldinge werd in het eerste kwartier geplaatst, terwijl het wapen van Kapelle als hartschild over het geheel heen werd geplaatst.

## Blazoen

### Eerste wapen (1818)
De beschrijving van het eerste wapen van de gemeente Kapelle luidt als volgt:
Gevierendeeld, het eerste en vierde van zilver beladen met een kerk in natuurlijke verwen, rustende op een onderstuk van rood, beladen met het getal 14 in Romeinsche letters van goud; het tweede en derde van goud beladen met een zwarte keper en drie zwarte sterren met zes punten, geplaatst 2 en 1.

### Tweede wapen (1950)
De beschrijving van het tweede wapen van de gemeente Kapelle luidt als volgt:
Gevierendeeld : I in zilver een kerk in natuurlijke kleuren met een schildvoet van keel, waarin het getal 14 in Romeinse cijfers van goud, II in goud een keper van sabel, vergezeld van 3 zespuntige sterren van hetzelfde, geplaatst 2 en 1, III in sabel 3 kepers van zilver, waaroverheen in het schildhoofd een barensteel met 3 hangers van keel, IV in zilver een everzwijn van sabel, lopend over een grasgrond van natuurlijke kleur. Het schild gedekt met een gouden kroon van 3 bladeren en 2 parels.

### Derde wapen (1970)
De beschrijving van het derde wapen van de gemeente Kapelle luidt als volgt:
Gevierendeeld : I in keel een verkort schuinkruis van goud, II in goud een keper van sabel, vergezeld van 3 zespuntige sterren van hetzelfde, III in sabel 3 kepers van zilver, waaroverheen in het schildhoofd een barensteel van keel, IV in zilver een everzwijn van sabel op een losse grond van sinopel; een hartschild van zilver met een kerk met aan de rechterzijde een toren van keel, en met daken van azuur, staande op een schildvoet van keel, met het getal 14 in Romeinse cijfers (XIIII) van goud. Het schild gedekt met een gouden kroon van 3 bladeren en 2 paarlen.
N.B.:
- De heraldische kleuren in het wapen zijn keel (rood), goud (geel), sabel (zwart), zilver (wit), sinopel (groen) en azuur (blauw).
- In de heraldiek zijn links en rechts gezien van achter het wapen; voor de toeschouwer zijn deze dus verwisseld.

## Verwante wapens
De volgende wapens zijn verwant aan het wapen van Kapelle:

Heerlijkheidswapen Kapelle
Heerlijkheidswapen Biezelinge
Het wapen van Eversdijk
Het wapen van Schore
Het wapen van Wemeldinge